# Walter Van Beirendonck
Walter Van Beirendonck (* 4. Februar 1957 in Brecht in der Region Flandern in Belgien) ist ein belgischer Modedesigner und Gründer der Modemarke W&LT (auch W.&L.T., kurz für Wild And Lethal Trash).

## Leben
Van Beirendonck schloss seine Studien 1980 an der Königlichen Akademie der Schönen Künste in Antwerpen ab. Er gehört zu der Gruppe der Antwerp Six, zu der die Künstler Dirk van Saene, Dries Van Noten, Ann Demeulemeester, Marina Yee (Alle Abschlussjahrgang 1981) und Dirk Bikkembergs (Jahrgang 1982) gehören.
Seit 1983 entwirft Van Beirendonck seine eigenen Modekollektionen, die sich durch ungewöhnliche Farbkombinationen, Einflüsse durch die Volkskunst verschiedener Nationen sowie grafische Ausdrucksweisen auszeichnen. In den Jahren von 1993 bis 1999 hatte der deutsche Hersteller Mustang Jeans einen Lizenzvertrag mit dem Designer. 1997 stattete er die Musikgruppe U2 für ihre PopMart Tour aus. Im selben Jahr stattete er die Band Erasure für ihre Cowboy-Tour aus. Er ist Entwerfer der italienischen Schuhmarke W6YZ.
1999 wurde Van Beirendonck zum Kulturbotschafter Flanderns ehrenhalber ernannt. In den folgenden Jahren arbeitete er bei den verschiedensten Modeprojekten mit, nahm an Ausstellungen teil und betrieb seine eigene Window Gallery in Antwerpen. 2001 initiierte er das halbjährlich erscheinende Modemagazin A  Magazine curated by, welches von Artimo verlegt wird.

## Ausstellungen (Auswahl)
- 2015: Fashion&Mortality, Lentos Kunstmuseum Linz, Linz, Österreich.
- 2011: Gemeinschaftsausstellung Future Garden, Kunstbunker – forum für zeitgenössische kunst, Nürnberg.
- 2011: Walter van Beirendonck - Dream the World Awake, MDMV, Musée de la Mode d'Anvers, Antwerpen.
- 2011: ARRRGH! Monsters in Fashion, Benaki-Museum, Athen.
- 2010: NOT IN FASHION. Mode und Fotografie der 90er Jahre, Museum für Moderne Kunst (MMK), Frankfurt am Main[1]
- 2010: Paradise Pleasure Productions, Song Song, Wien.
- 1998: Believe. Walter van Beirendonck and Wild and Lethal Trash, Museum Boijmans Van Beuningen, Rotterdam.

## Museen mit Werken Van Beirendoncks

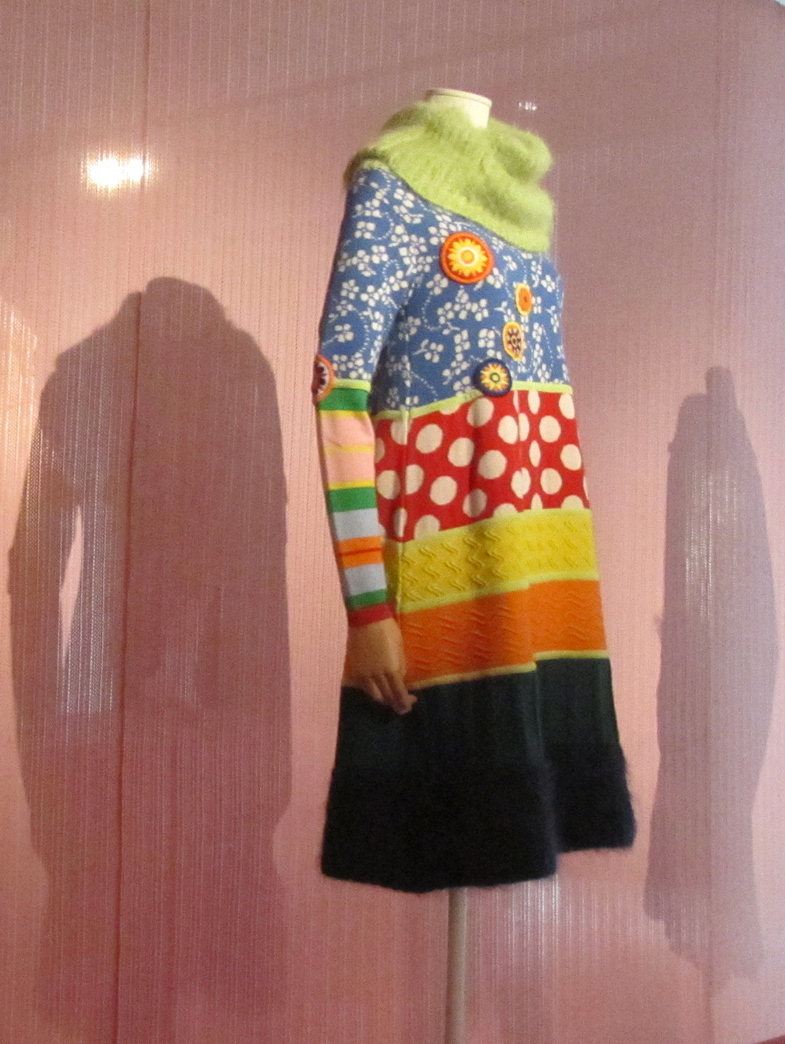
Kleid aus Mitte der 1990er Jahre von Walter Van Beirendonck im ModeMuseum Provincie Antwerpen

- Museum für Moderne Kunst (MMK), Frankfurt am Main
- Museum Boijmans Van Beuningen, Rotterdam
- Rijksmuseum Amsterdam

## Veröffentlichungen
- Thimo te Duits: Believe: Walter van Beirendonck & Wild and Lethal Trash. Museum Boijmans Van Beuningen, Rotterdam 1998, ISBN 90-5662-100-9.
- Tom Blanks et al.: Walter van Beirendonck: Dream the World Awake. Uitgeverij Lannoo, Tielt, Westflandern, Belgien 2011, ISBN 978-90-209-6096-9 (niederländisch), in englischer Sprache: ISBN 978-90-209-6112-6.